# Seznam belgijskih kitaristov
Seznam belgijskih kitaristov.

## A
- Jean-Marie Aerts

## C
- Philip Catherine

## G
- Boris Gaquere

## R
- Django Reinhardt